# Parque solar Iglesia-Estancia Guañizuil
El parque solar Iglesia-Estancia Guañizuil es una central de energía solar fotovoltaica ubicada en cercanías de la localidad de Las Flores, departamento Iglesia, en el noroeste de la provincia de San Juan, Argentina.

## Antecedentes y desarrollo
La zona donde está instalado el parque es una de las más favorables en cuanto a su potencial solar ya que posee una irradiación horizontal global (GHI, por sus siglas en inglés) estimada en 2353 kWh/m² (kilovatios-hora por metro cuadrado).
El proyecto fue aprobado a fines del 2016 e integró el conjunto de ofertas de energía renovable de la Ronda 1.5 de RenovAr.
En enero de 2018 se aprobó su ingreso al Mercado Eléctrico Mayorista como generadora de energía.
El parque solar está emplazado en una superficie de 220 hectáreas. Consta de aproximadamente 290 000 módulos policristalinos o monocristalinos producidos por Jinko Solar, montados sobre ejes que les permiten seguir el movimiento del sol. El parque tiene una potencia instalada de 80 MW, por lo que se considera que es uno de los proyectos más grandes del país en generación solar.
Iglesia-Estancia Guañizuil comenzó su operación comercial en mayo de 2019.